# Кулямин, Александр Петрович
Алекса́ндр Петро́вич Куля́мин (род. 9 сентября 1964) — советский и российский актёр и режиссёр театра и кино, сценарист.

## Биография
Родился 9 сентября 1964 года в Москве.
Выпускник ВГИКа (актёрская мастерская С. Ф. Бондарчука выпуск 1985 года). После прохождения срочной службы (артиллерийские войска) в 1986 году был принят в Театр-студию киноактёра.
С 1987 по 1990 годы руководил организованным им «Театром юмора и драки», с которым гастролировал по Сибири, Дальнему востоку, городам Советского Союза (в этом театре начинал свою деятельность постановщик трюков Д. Н. Тарасенко).
В 1993 году окончил ГИТИС, факультет режиссуры музыкального театра (мастерская Р. Я. Немчинской). В 1995—2001 годах — доцент кафедры «Театр и кино» Государственной Академии Славянской Культуры, вёл курс по истории театра и творческую мастерскую.
С 1994 по 2010 г. вместе с Н. С. Бондарчук возглавлял Московский детский профессиональный театр «Бемби», где выступал в качестве режиссёра и актёра. Режиссёр и постановщик многих московских городских детских театрализованных представлений и музыкальных спектаклей с участием Московского детского профессионального театра «Бемби».
Член Союза театральных деятелей России. Является заместителем председателя социально-бытовой комиссии СТД.
Художественный руководитель Московского театра «Волшебный мир Александра Кулямина».
Руководитель секции режиссёров Российского творческого Союза работников культуры.
Имеет награды:
- Благодарность Министра культуры «За большой вклад в развитие культуры»
- Медаль «В память 850-летия Москвы»
- Орден Стефана Немани II степени (Сербия)
- Памятная медаль Ассоциации ветеранов спецслужб «БЕРКУТ» «100 лет со дня рождения Ю. В. Андропова».

Работает в кино в качестве актёра, режиссёра, а также каскадёра и постановщика трюков.
В качестве постановщика трюков и каскадёра был задействован в фильмах: «Если завтра в поход» (реж. Алла Сурикова), «О любви в любую погоду» (реж. Алла Сурикова), «Ночной дозор», (реж. Тимур Бекмамбетов), «Штрафбат» (реж. Николай Досталь), «Оперативный псевдоним» (реж. Игорь Талпа) и др..
В 2010 году стал лауреатом кинофестиваля «Улыбнись, Россия!», где его фильм «Егорушка» получил специальный приз президента фестиваля «За самую искреннюю комедию». Фильмы режиссёра участвуют в международных и всероссийских фестивалях, в частности, фильмы «Мы с дедушкой» и «Ася» отобраны для показа в рамках 4-го Фестиваля современных российских фильмов в Греции (2014).
В 2014 году по итогам XI Международного кинофестиваля «Лучезарный Ангел» фильм режиссёра «Мы с дедушкой» победил сразу в двух номинациях. Фильм не только занял 3-е место в номинации «За лучшее игровое полнометражное кино», но и получил Приз зрительских симпатий.
С 2017 года является доцентом кафедры сценических искусств Института театрального искусства п/у И. Д. Кобзона. Руководитель актёрско-режиссёрского курса.
10 сентября 2017 года был избран депутатом Совета депутатов муниципального образования «Орехово-Борисово Северное».
Кинонаграды:
1. Приз зрительских симпатий на XI Международном благотворительном кинофестивале «Лучезарный ангел» в Москве (2014 г.) — фильм «Мы с дедушкой»;
2. 3-я премия в номинации «Лучший игровой фильм» на XI Международном благотворительном кинофестивале «Лучезарный ангел» в Москве (2014 г.) — фильм «Мы с дедушкой»;
3. Гран-при V Детского благотворительного кинофестиваля «Детский киномай» в Санкт-Петербурге (2014 г.) — за фильм «Мы с дедушкой»;
4. Гран-при I Международного кинофестиваля детского кино в Тюмени (2014 г.) — за фильм «Мы с дедушкой»;
5. Специальный приз «За самый добрый фильм» кинофестиваля «Алые паруса» в Артеке (2014 г.) — за фильм «Мы с дедушкой»;
6. Приз «За лучшую мужскую роль» кинофестиваля «Алые паруса» в Артеке (2014 г.) — Юрию Назарову («Мы с дедушкой»);
7. Специальный приз «За вклад в развитие современного детского кинематографа» кинофестиваля «Балтийские дебюты» (г. Калининград, 2014 г.) — режиссеру Александру Кулямину за фильм «Мы с дедушкой»;
8. Специальный приз «За воплощение русского народного характера» XV Международного телекинофорума «Вместе» в Ялте (2014 г.) — Юрию Назарову («Мы с дедушкой»);
9. Почетный диплом кинофестиваля «Улыбнись, Россия!» в Туле (2014 г.) — «Мы с дедушкой».

## Театральные работы
Роли в театре:
- «Снежная королева» — Советник, Сказочник, Король
- «Красная шапочка» — Волк, Медведь
- «Приключения Буратино» — Карабас Барабас
- «Двенадцать месяцев» — Январь
- «Щелкунчик» — Дроссельмайер, Мышиный король
- «Золушка» — Лесничий

Режиссёрские работы в театре
- 1991 — Н. В. Гоголь: «Женитьба» театр «Elisabett Buhne» (Зальцбург, Австрия)
- 1992 — «Евгений Онегин» — опера (Большой театр — режиссёр-стажёр)
- 1997 — Московский Цирк на Воробьевых горах (шоу «Международный конкурс парикмахеров»).
- 1998 — «Приключения Буратино», Московский детский профессиональный театр «Бемби»
- 2004 — «Заколдованная Снегурочка», Московский детский профессиональный театр «Бемби»
- 2011 — «Двенадцать месяцев», Московский детский профессиональный театр «Бемби»
- 2012 — «Щелкунчик», Московский театр «Волшебный мир Александра Кулямина»
- 2013 — «Золушка», Московский театр «Волшебный мир Александра Кулямина»
- 2014 — «Аленький цветочек», Московский театр «Волшебный мир Александра Кулямина»

## Фильмография

### Актёр
- 1985 — Жил отважный капитан — Анастасий Чижов
- 1988 — Белые вороны — Алексей Васильев
- 1989 — Брызги шампанского — Игорь
- 1989 — Под куполом цирка — Максим Молодцов, воздушный гимнаст
- 1991 — Заряженные смертью — Раков, старший лейтенант
- 1991 — Очаровательные пришельцы — Виктор Иванцов, заведующий клубом
- 1991 — Господи, услыши молитву мою — [кто?]
- 1992 — Гардемарины III — Сизов, помощник капитана
- 1993 — Стрелец неприкаянный — капитан
- 1999 — Транзит для дьявола — эпизод
- 2002 — Красный змей — бандит Хасана
- 2004 — О любви в любую погоду — дворецкий
- 2004 — Русское — заключенный
- 2004 — 2008 — Кулагин и партнёры — Саша, помощник адвоката Кулагина
- 2005 — Чёрный принц — Бенкендорф
- 2006 — Смерть по завещанию — Владимир
- 2007 — Ситуация 202 — майор Медведь
- 2007 — Чужие тайны — Бортников, бизнесмен, отец одной из отравившихся в школе девочек
- 2008 — Зверобой — Николс Котов
- 2009 — Грязная работа — Валерий Белый, искусствовед с уголовным прошлым
- 2010 — Зверобой 2 — Николс Котов
- 2014 — Мы с дедушкой — тренер в школе

### Режиссёр
- 2009 — Город соблазнов
- 2010 — Егорушка
- 2010 — Аферистка
- 2010 — Ошибка следствия
- 2012 — Ася
- 2012 — Одинокий волк
- 2014 — Мы с дедушкой
- 2016 — Горячая точка

### Сценарист
- 2010 — Егорушка
- 2014 — Мы с дедушкой
- 2016 — Горячая точка